# Methos
Methos è uno dei personaggi della serie televisiva Highlander, interpretato dall'attore Peter Wingfield. È un immortale e appare per la prima volta nella serie nel sedicesimo episodio della terza stagione, intitolato Il primo immortale.

## Biografia

### Methos
Methos è il più antico tra gli Immortali, la sua storia è talmente misteriosa che molti immortali del XX secolo credono si tratti solo di una leggenda. La data della sua nascita non è conosciuta, ha circa 5500 anni e potrebbe essere originario dell'Egitto. Secondo di tre figli, morì insieme con gli altri membri della sua famiglia all'età di 28 anni durante una tempesta di sabbia. Ha vagato a lungo sulla Terra senza sapere la sua vera natura immortale, la gente lo credeva un demonio e spesso tentava di ucciderlo. Solo dopo 600 anni di vita Methos ha tagliato la sua prima testa e grazie alla reminiscenza ha scoperto il vivere da immortale e le regole del gioco; ed è solo da allora che Methos ha ricordi del suo passato.
Tiene un diario con le sue avventure dall'epoca dei faraoni, infatti la prima tecnica di scrittura che usò fu il geroglifico, sappiamo così che Methos ha incontrato Ramses II, Elena di Troia, Socrate, Giulio Cesare e Cleopatra. In tempi più recenti ha conosciuto il poeta Lord Byron, Percy Shelley con sua moglie Mary Shelley e Butch Cassidy.

### Tanti misteri
Methos è un enigma per gli Osservatori e la sua esistenza non viene accertata per lungo tempo. Lo stesso Methos l'ha infatti nascosta diventando, in incognito, un ricercatore degli Osservatori sotto il nome di Adam Pierson. Pur facendo finta di lavorare proprio alla ricerca di Methos, l'Immortale si sente comunque parte degli Osservatori, ne porta il simbolo tatuato sulla pelle, è un esperto storico, e non si sottrae dall'aiutarli nei momenti più difficili.
A un certo punto il suo segreto viene messo in pericolo da Kalas, un Immortale che vuole la testa di Methos perché uccidendolo potrebbe diventare quasi invincibile. Methos infatti grazie alla reminiscenza possiede tutte le conoscenze e capacità degli immortali che ha ucciso nella sua vita millenaria. Ma Methos anche per il suo passato oscuro è ormai molto poco propenso alla violenza (nel 765 aveva frequentato un gruppo di monaci, agli inizi del XV secolo era diventato medico a Heidelberg, successivamente aveva fatto un viaggio in Tibet per farsi "insegnare"). Negli ultimi secoli ha cercato per quanto possibile di evitare i combattimenti, in particolare sono duecento anni che non affronta un duello e sarebbe perciò una facile preda per il forte e molto più determinato Kalas che lo vuole uccidere. Joe Dawson, venuto a conoscenza dei piani del malvagio immortale, avverte Duncan MacLeod che interviene per avvertire Methos e affrontare Kalas. Methos, ritenendo il duello estremamente rischioso anche per il forte highlander, offre la propria testa a MacLeod, pur di non rendere Kalas, un essere così malvagio, invincibile e per far diventare più forte MacLeod. Duncan si rifiuta di ucciderlo e affronta Kalas ma Methos, per proteggere MacLeod, fa arrestare Kalas prima che il duello finisca.
Duncan MacLeod, Joe Dawson e Amanda sono tra i pochi a conoscere la vera identità del "Primo Immortale".

### Un passato oscuro
Methos ha un passato oscuro e malvagio che ha cercato a lungo di nascondere. Era infatti uno dei Quattro cavalieri dell'Apocalisse. Duncan McLeod scopre il terribile segreto grazie alla maga Cassandra che aveva incontrato i cavalieri durante l'età del bronzo e che odia Methos. Il leader del gruppo era Kronos che ritrova Methos nel XX secolo e cerca di obbligarlo a tornare a compiere crudeltà insieme con lui e gli altri due ex cavalieri. Methos, però, non è più un essere malvagio; compiendo un doppio gioco, salva la vita a Cassandra, evita che compiano una strage e fa sì che MacLeod uccida Kronos. Non voleva infatti farlo lui perché essendosi macchiato in passato delle stesse atrocità dell'ex compagno, non si sentiva degno di giudicarlo.

### Curiosità
Methos è l'Immortale più anziano di tutti, avendo infatti più di 5.500 anni. Si è sposato 68 volte.